# Sungai Siput Utara
Sungai Siput Utara – miasto w Malezji, w stanie Perak. W 2000 roku liczyło 32 565 mieszkańców.